# Persone di nome Matheus
| Questa pagina contiene informazioni ricavate automaticamente dalle voci biografiche con l'ausilio del template Bio e di un bot. L'aggiornamento è periodico e automatico e ricostruisce completamente la pagina. Se manca una persona in questa lista, sei pregato di non aggiungerla, ma accertati piuttosto che la sua voce biografica contenga il template Bio e che i dati anagrafici siano correttamente compilati. Se il template Bio manca, inseriscilo tu stesso o, in alternativa, metti l'avviso {{tmp\|Bio}} che ne segnala la mancanza. Se i dati riportati sono sbagliati, correggi direttamente la voce biografica; le modifiche saranno visibili in questa lista entro pochi giorni. Per chiarimenti vedi il progetto antroponimi. La lista contiene solo le 84 persone che sono citate nell'enciclopedia e per le quali è stato implementato correttamente il template Bio. Pagina aggiornata al 16 ott 2024. |

Questa è una lista di persone presenti nell'enciclopedia che hanno il prenome Matheus, suddivise per attività principale.

## Attori(2)
- Matheus Costa, attore e doppiatore brasiliano (Rio de Janeiro, n. 1998)
- Matheus Nachtergaele, attore brasiliano (n. 1969)

## Cantanti(1)
- Matheus Fernandes, cantante brasiliano (Fortaleza, n. 1991)

## Giocatori di calcio a 5(1)
- Matheus Rodrigues, giocatore di calcio a 5 brasiliano (San Paolo, n. 1996)

## Nuotatori(1)
- Matheus Santana, nuotatore brasiliano (Rio de Janeiro, n. 1996)

## Pallavolisti(1)
- Matheus Motzo, pallavolista italiano (São Caetano do Sul, n. 1999)

## Rapper(1)
- Matuê, rapper brasiliano (Fortaleza, n. 1993)